# Prínia caranegra (Bathmocercus)
La prínia caranegra (Bathmocercus rufus) és una espècie d'ocell passeriforme que pertany a la família Cisticolidae.

## Distribució i hàbitat
Es troba al Camerun, República Centreafricana, República del Congo, República Democràtica del Congo, Riu Muni (Guinea Equatorial), el Gabon, Kenya, Ruanda, Sudan del Sud, Tanzània i Uganda.
L'hàbitat natural són les terres baixes tropicals i subtropicals humides dels boscos muntanys humits o tropicals i subtropicals. No està amenaçada.

## Subespècies
Es reconeixen dues subespècies:
- B. r. rufus (Reichenow, 1895), a l'Àfrica central
- B. r. vulpinus (Reichenow, 1895), a l'Àfrica oriental